# Odin (logiciel)
Odin est un logiciel de gestion logicielle destiné notamment aux appareils mobiles Samsung, comme les tablettes ou smartphones. Il permet notamment de réinstaller le système d'origine, mais également de remplacer le module Recovery par un logiciel différent. Il est l'équivalent sur Windows, de Heimdall sur Linux/Unix/MacOS.

## Principe et fonctionnement
Développé initialement par et pour Samsung en interne, notamment au début des années 2010 pour sa gamme Samsung Galaxy, il fait l'objet de plusieurs fuites sans que le fabricant ne le reconnaisse officiellement. Le logiciel permet notamment d'injecter un logiciel dans un appareil mobile Samsung, comme :
- la ROM officielle (le système fourni par défaut à la vente)
- une ROM non officielle, par exemple LineageOS, en vue d'une version d'Android plus à jour
- d'une alternative à l'utilitaire Recovery classique du fabricant, par exemple pour le remplacer par TWRP.

Pour flasher un appareil avec Odin, en mode Download, il faut généralement appuyer sur :
- Power + Volume Down + Home
- soit Power + Volume Down + Bixby (modèles plus récents).

Afin d'ouvrir le mode Download permettant d'y injecter un logiciel